# Walter Egan
Walter Egan er en amerikansk stumfilm fra 1916 af William S. Hart.

## Medvirkende
- William S. Hart som Draw Egan.
- Margery Wilson som Myrtle Buckton.
- Robert McKim som Arizona Joe.
- Louise Glaum som Poppy.
- J.P. Lockney som Mat Buckton.